# Garbas Drugi
Garbas Drugi (Duits Garbassen) is een plaats in het Poolse woiwodschap Podlachië, in het district Suwalski. De plaats maakt deel uit van de landgemeente Filipów.